# Miles Partain
Miles Partain (Los Angeles, 18 de dezembro de 2001) é um jogador de voleibol de praia estadunidense.

## Carreira
Miles cresceu no bairro de Pacific Palisades, e iniciou  jogar vôlei de praia em 2012 quando se inscreveu com seu irmão mais velho, Marcus Partain, no torneio da California Beach Volleyball Association (CBVA) Sub-12 em Will Rogers State Beach. No vôlei indoor competiu pelo Pac 6 Volleyball Club, Palisades High School, depois, atuou pela UCLA, onde cursou matemática aplicada. Na praia, chegou a conciliar com a UCLA e  eventos do Circuito da AVP Tour,  sendo premiado como Novato do ano de 2019, o Melhor Jogador Defensivo de 2021 pela Volleyballmag.com, e ainda em 2022 foi premiado como Melhor Jogador Ofensivo e Jogador que Mais Evoluiu, e a primeira etapa que venceu no referido circuito foi no Atlanta Gold Series, quando estava atuando ao lado de Paul Lotman.
Em 2017, disputou com Marcus Partain a edição do Campeonato Mundial Sub-21 em Nanquim e no mesmo ano estreou no circuito mundial ao lado de Adam Wienckowski no torneio duas estrelas de Sydney. Em 2019, ao lado de Paul Lotman, conquistou o título da etapa de Ocho Rios do Circuito NORCECA. A partir de 2022, passa a compor dupla com Andrew Benesh, terminando em quinto no Challenge das Maldivas e conquistaram o título inédito do Challenge no I evento em Dubai e o nono no II evento.
Em 2023, permanece com a dupla com Andrew Benesh, alcançaram a quarta posição na qualificação para o  mundial, realizado em Punta Cana,  o quinto lugar no Challenge de Itapema, semifinalista no de Saquarema, bronze no Elite 16 de Ostrava, o título do Elite 16 em Gstaad, o vice-campeonato em Montreal, já em Hamburgo terminaram em quinto e em nono no de Paris, finalizaram em quinto lugar no Campeonato Mundial em  Tlaxcala de Xicohténcatl, Apizaco e Huamantla.

## Títulos e resultados
- Elite 16 de Gstaad do Circuito Mundial de 2023
- Challenge de Dubai I do Circuito Mundial de 2022
- Elite 16 de Montreal do Circuito Mundial de 2023
- Elite 16 de Ostrava do Circuito Mundial de 2023
- Challenge de Saquarema do Circuito Mundial de 2023
- Etapa de Ocho Ríos do Circuito NORCECA de 2019

## Premiações individuais
- Novato do Ano de 2019 do Circuito da AVP
- Melhor Jogador Defensivo de 2021 da AVP VolleyballMag.com
- Melhor Jogador Defensivo de 2022 da AVP VolleyballMag.com
- Melhor Jogador Ofensivo de 2022 da AVP VolleyballMag.com
- MVP de 2022 da AVP VolleyballMag.com
- Melhor Jogador Ofensivo de 2023 da AVP VolleyballMag.com
- MVP de 2023 do Circuito da AVP
- Jogador que Evoluiu de 2022 do Circuito da AVP
- Dupla do Ano de 2023 do Circuito da AVP